# Hrabstwo Northampton (Wirginia)

Piramida wieku hrabstwa

Hrabstwo Northampton – hrabstwo w USA, w stanie Wirginia, według spisu z 2000 roku liczba ludności wynosiła 13093. Siedzibą hrabstwa jest Eastville.

## Geografia
Według spisu hrabstwo zajmuje powierzchnię 2059 km², z czego 536 km² stanowią lądy, a 1523 km² – wody.

### Miasta
- Cape Charles
- Cheriton
- Eastville
- Exmore
- Nassawadox